# Scobicia ficicola
Scobicia ficicola là một loài bọ cánh cứng trong họ Bostrichidae. Loài này được Wollaston miêu tả khoa học năm 1865.